# Miuccia Prada

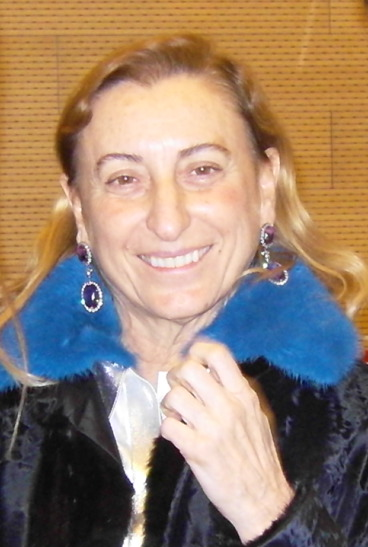
Prada in 2011

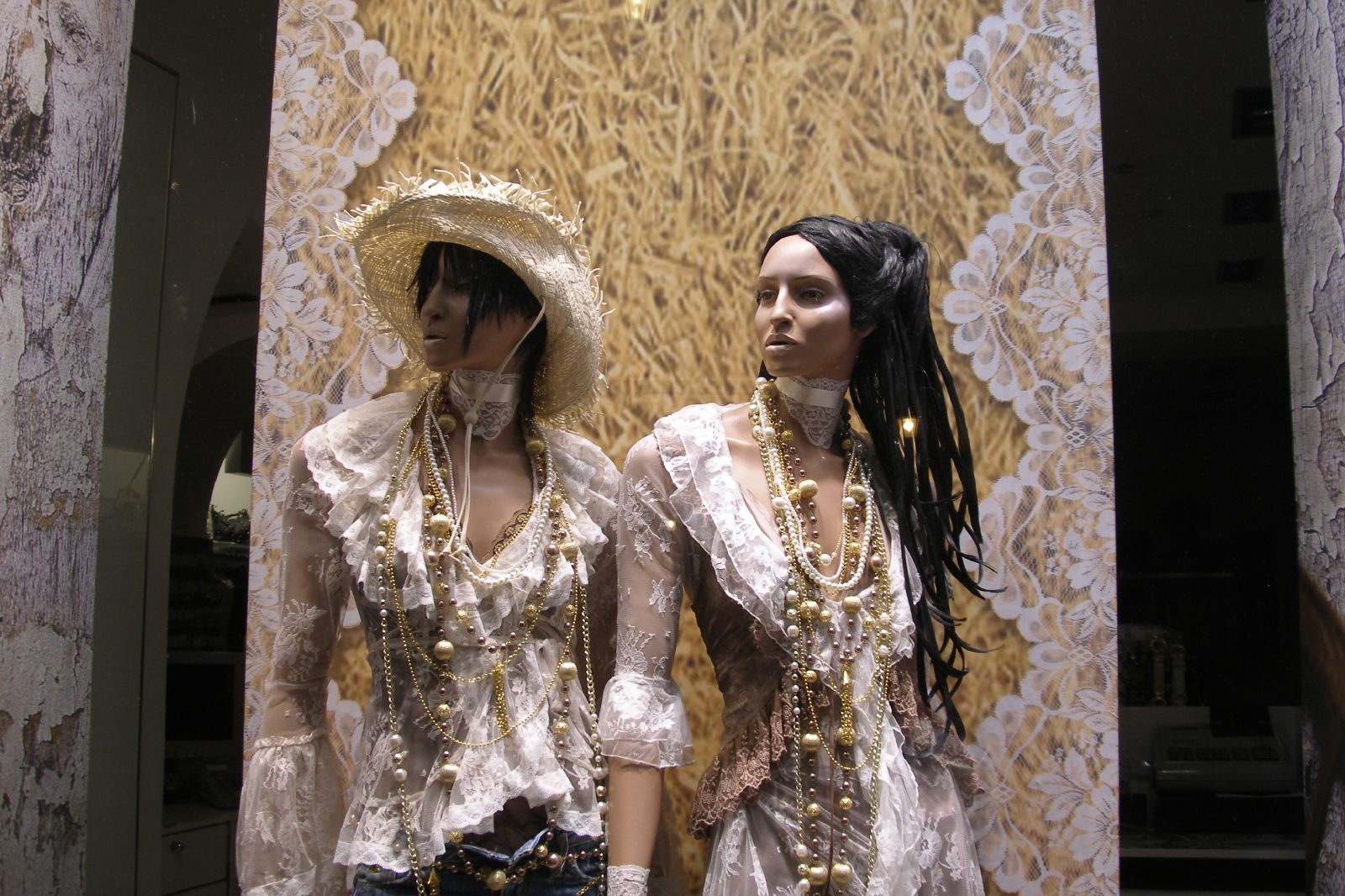
Prada-ontwerp, Rome, 2006

Miuccia Prada (Milaan, 10 mei 1949) is een Italiaans modeontwerpster.

## Het begin
Miuccia Prada nam in 1978, na een studie politieke wetenschappen de taak over van haar moeder als hoofdontwerpster voor modehuis Prada, gesticht door haar grootvader Mario Prada in 1913. Prada stond bekend om zijn luxueuze lederwaren.
Miuccia had vijf jaar aan het Milanese Teatro Piccolo achter de rug, waar ze pantomime studeerde. Ze was lid van de communistische partij en voorstander van de vrouwenemancipatie. Hierdoor leken haar kansen om een succesvol leider van Prada te worden in de ogen van velen klein, maar niets bleek minder waar.
In 1985 kwam ze met een tassenlijn op de markt gemaakt van zwarte nylon zonder duidelijke merknaam erop, wat direct een hit werd. In 1989 bracht ze de eerste prêt-à-porter-lijn voor het merk Prada, gevolgd door een jongere en goedkopere lijn in 1992 "Miu Miu", genoemd naar Miuccia's bijnaam. In 1993 won ze de Designers of America International Award en een jaar later opende ze haar eerste "Prada concept store" in Londen.
Ze is getrouwd met Patrizio Bertelli en in 2014 door Forbes Magazine uitgeroepen tot een van de grootste zakenvrouwen van deze tijd. Zij beheert samen met haar echtgenoot vanaf 1993 de Fondazione Prada, een stichting die hedendaagse kunst verzamelt en sinds 2015 ontsluit in een nieuwe vestiging in Milaan.